# Friedrichsbauhof
Friedrichsbauhof ist ein Gemeindeteil von Gussow, das wiederum ein Ortsteil der Gemeinde Heidesee in Brandenburg ist.

## Lage
Der Ort liegt an der Dahme gegenüber dem Nachbardorf Dolgenbrodt im Landkreis Dahme-Spreewald südöstlich von Berlin. Nachbarorte sind Prieros im Süden, Gräbendorf im Südwesten und Kolberg im Osten. In der Nähe befinden sich der Lange See und der Dolgensee. Friedrichsbauhof befindet sich im Naturpark Dahme-Heideseen und durch den Ort verläuft der Dahmeradweg.

## Geschichte und Etymologie
Das Etablissement Friedrichsbauhof erschien erstmals im Jahr 1860 in einem Amtsblatt der Regierung Potsdam. Es gehörte zu dieser Zeit dem Schiffsbaumeister Friedrich Bauer, der es „auf der Feldmark des Dorfes Gussow“ neu errichtet hatte. Als Teil Gussows unterstand auch Friedrichsbauhof der Herrschaft Königs Wusterhausens. 1858 lebten dort zwei Personen; 1925 war die Anzahl auf 41 Personen angewachsen. Friedrichsbauhof wurde 1970 zu einem Ortsteil der Gemeinde Gussow.
Seit dem 26. Oktober 2003 gehört Friedrichsbauhof mit Gussow zur Gemeinde Heidesee.